# 천주교 대구대교구
천주교 대구대교구(天主敎 大邱大敎區，라틴어: Archidioecesis Taeguensis)는 대한민국의 대구광역시와 경상북도 남부 지역을 관할하는 로마 가톨릭교회의 교구이다. 현재 교구장 주교는 조환길(타대오) 대주교이다.
대구대교구는 대구광역시 전역과 경상북도 경산시, 경주시, 구미시, 김천시, 영천시, 포항시, 고령군, 군위군, 성주군, 울릉군, 청도군, 칠곡군을 관할한다. 이외의 경상북도의 나머지 지역은 천주교 안동교구가 관할한다.

## 역사
- 1831년 9월 9일 교황 그레고리오 16세가 조선대목구(Apostolic Vicariate)를 설정하였다.
- 1899년 12월 25일 목조 계산성당을 신축 낙성하였다.
- 1902년 12월 24일 고딕식 대성당 계산성당을 신축 낙성하였다.
- 1911년 4월 8일 교황 비오 10세는 조선대목구에서 분리한 대구대목구를 설정하였다. (한국에서 두 번째 교구, 조선대목구는 경성대목구로 개칭)
- 1962년 3월 10일 자립교구승격시 대구관구의 선도교구(관구장좌)인 대구대교구(Metropolitan Archdiocese of Daegu)로 승격되었다.
- 1969년 5월 29일 경상북도 북부지역을 안동교구를 신설 이관시켰다.[1]

## 역대 교구장

### 교황 대리 대목구장(명의주교직)
| 역대 | 이름            | 이름            | 세레명     | 국적     | 임명             | 사임             | 선종             | 명의주교명            |
| ---- | --------------- | --------------- | ---------- | -------- | ---------------- | ---------------- | ---------------- | --------------------- |
| 1대  | 드망즈          | 안세화          | 플로리아노 | 프랑스   | 1911년 4월 8일   | 1938년 2월 9일   | 1938년 2월 9일   | 어두라수스의 명의주교 |
| 2대  | 진 제르망 무세  | 문제만          | 제르마노   | 프랑스   | 1938년 12월 13일 | 1942년 8월 30일  | 1957년 6월 8일   | 이사우리아의 명의주교 |
| 3대  | 하야사카 큐베에 | 하야사카 큐베에 | 이레네오   | 일본     | 1942년 10월 25일 | 1946년 1월 7일   | 1946년 1월 7일   | 수페스의 명의주교     |
| 서리 | 주재용          | 주재용          | 바오로     | 대한민국 | 1946년 1월 7일   | 1948년 5월 21일  | 1975년 11월 1일  | 사제                  |
| 서리 | 노기남          | 노기남          | 바오로     | 대한민국 | 1948년 6월 1일   | 1948년 12월 9일  | 1984년 6월 25일  | (경성대목구장)        |
| 4대  | 최덕홍          | 최덕홍          | 요한       | 대한민국 | 1949년 1월 30일  | 1954년 12월 14일 | 1954년 12월 14일 | 안테돈의 명의주교     |
| 5대  | 서정길          | 서정길          | 요한       | 대한민국 | 1955년 9월 15일  | 1962년 3월 10일  |                  | 코마의 명의주교       |

### 정식 교구장 (대주교직)
| 역대 | 이름   | 이름   | 세레명 | 착좌            | 사임            | 선종            | 비고                            |
| ---- | ------ | ------ | ------ | --------------- | --------------- | --------------- | ------------------------------- |
| 5대  | 서정길 | 서정길 | 요한   | 1962년 3월 10일 | 1986년 7월 5일  | 1987년 4월 7일  |                                 |
| 6대  | 이문희 | 이문희 | 바오로 | 1986년 7월 5일  | 2007년 3월 29일 | 2021년 3월 24일 | 보좌주교 및 부교구장 대주교역임 |
| 7대  | 최영수 | 최영수 | 요한   | 2007년 3월 29일 | 2009년 8월 17일 | 2009년 8월 31일 | 보좌주교 및 부교구장 대주교역임 |
| 8대  | 조환길 | 조환길 | 다데오 | 2010년 11월 4일 | 현직            |                 | 보좌주교 역임                   |

## 교구장 대리 신부 및 대리구별 본당
대구대교구는 총 다섯 곳의 대리구로 나뉘며, 그 아래로 서너 곳의 지역으로 다시 나뉜다. 그 분포는 다음과 같다. (굵은 글씨체는 대리구청이 있는 성당임.)
- 1대리구 (대구 중북부 (감목) 대리구) : 장병배 (베드로) 신부 (대구 중구, 서구, 북구, 군위군, 칠곡군(왜관지역 제외))
  - 1지역 : 계산, 남산, 내당, 대봉, 대안, 동인, 삼덕, 새방골, 윤일, 평리
  - 2지역 : 고성, 노원, 대현, 무태, 복현, 비산, 산격, 성북, 옥산, 침산
  - 3지역 : 구암, 국우, 군위, 동명, 동천, 매천, 사수, 칠곡, 태전,
- 2대리구 (대구 동부 (감목) 대리구) : 김흥수 (실바노) 신부 (대구 동구, 수성구, 경산시, 영천시, 청도군)
  - 1지역 : 각산, 동촌, 반야월, 복자, 불로, 신서, 신암, 용계, 지묘, 큰고개, 효목
  - 2지역 : 고산, 만촌1동, 만촌2동, 만촌3동, 매호, 범어, 성김대건, 욱수
  - 3지역 : 가창, 두산, 범물, 상동, 성안드레아, 성정하상, 수성, 지산, 청도, 황금
  - 4지역 : 경산, 백천, 사동, 압량, 용성, 자인, 정평, 중방
  - 5지역 : 금호, 신녕, 영천, 임고, 진량, 하양
- 3대리구 (대구 남서부 (감목) 대리구) : 조현권 (스테파노) 신부 (대구 남구, 달서구, 달성군, 고령군, 성주군)
  - 1지역 : 대덕, 대명, 두류, 봉덕, 성당, 성바울로, 성토마스, 소화
  - 2지역 : 갈밭, 감삼, 대천, 도원, 본리, 상인, 성요셉, 송현, 월배, 월성, 죽전
  - 3지역 : 가천, 다사, 서재, 세천, 선남, 성미카엘, 성서, 성주, 이곡, 초전
  - 4지역 : 고령, 논공, 다산, 대곡, 성산, 유천, 현풍, 화원
- 4대리구 (포항,경주 (감목) 대리구) : 최재영 (시몬) 신부 (경주시, 포항시, 울릉군)
  - 1지역 : 건천, 모화, 산내, 성건, 성동, 안강, 양남, 용강, 충효, 황성
  - 2지역 : 구룡포, 대잠, 대해, 문덕, 연일, 오천, 이동, 지곡, 효자
  - 3지역 : 기계, 덕수, 도동, 장량, 장성, 죽도, 천부, 흥해
- 5대리구 (구미,김천 (감목) 대리구) : 김준우 (마리오) 신부 (구미시, 김천시, 칠곡군(왜관지역))
  - 1지역 : 상모, 신평, 원평, 인평, 중리, 형곡
  - 2지역 : 고아, 구평, 도량, 봉곡, 선산, 옥계, 인동, 장천, 해평
  - 3지역 : 김천황금, 대신, 부상, 신룡, 율곡, 지례, 지좌, 평화
  - 4지역 : 가실, 석전, 신동, 약목, 왜관

## 교구 내 부서
- 사무처
- 사목국
- 관리국
- 대구대교구 법원

## 교육기관
대학교
- 대구가톨릭대학교 (선목학원)

고등학교
- 대건고등학교 (선목학원)
- 효성여자고등학교 (선목학원)
- 대구가톨릭대학교 사범대학 부속 무학고등학교 (선목학원)
- 근화여자고등학교 (선목학원)
- 성의고등학교 (선목학원)
- 성의여자고등학교 (선목학원)
- 오천고등학교 (해은학원)
- 순심여자고등학교 (성 베네딕도회 왜관 수도원)
- 순심고등학교 (성 베네딕도회 왜관 수도원)

중학교
- 대건중학교 (선목학원)
- 효성중학교 (선목학원)
- 대구가톨릭대학교 사범대학 부속 무학중학교 (선목학원)
- 근화여자중학교 (선목학원)
- 성의중학교 (선목학원)
- 성의여자중학교 (선목학원)
- 오천중학교 (해은학원)
- 순심여자중학교 (성 베네딕도회 왜관 수도원)
- 순심중학교 (성 베네딕도회 왜관 수도원)
- 산자연학교 (학력인정 대안학교)

초등학교
- 효성초등학교 (선목학원)

유치원/어린이집
- 경산성모유치원(경산본당)
- 근화유치원(경주시 용강동에 있음.)
- 도동유치원(도동본당)
- 동촌유치원(SOS어린이마을)
- 마리아유치원(김천황금본당)
- 마리아유치원(범어본당)
- 분도유치원(원평본당)
- 비안네유치원(욱수본당)
- 삼덕유치원(범물본당)
- 상지유치원(내당본당)
- 샛별유치원(안강본당)
- 샛별유치원(영천본당)
- 서재성모유치원(서재본당)
- 성모유치원(남산본당)
- 성모유치원(인동본당)
- 성바오로유치원(샬트르성바오로수녀회)
- 성심유치원(비산본당)
- 성심유치원(신평본당)
- 성심유치원(예수성심시녀회)
- 성체유치원(형곡본당)
- 소화유치원(고령본당)
- 순심유치원(왜관본당)
- 신성유치원(성주본당)
- 안드레아유치원(현풍성당)
- 청도성모유치원(청도본당)
- 평리유치원(평리본당)
- 해성유치원(툿찡포교베네딕도수녀회)
- 효성유치원(샬트르성바오로수녀회)
- 꿈나무어린이집
- 동명어린이집
- 대구가톨릭대학교 부설어린이집
- 로사어린이집
- 백합어린이집
- 분도어린이집
- 신내어린이집
- 상인어린이집
- 성모병원어린이집
- 소화어린이집(대명동)
- 소화어린이집(상인동)
- 신기어린이집
- 자인어린이집
- 시립진량어린이집
- 큰별어린이집
- 효성어린이집
- 북구어린이집 (장애인 복지)
- 성 요한 바오로 2세 어린이집 (장애인 복지)

## 의료기관
- 가톨릭피부과의원
- 대구가톨릭대학교병원
- 대구가톨릭대학교칠곡가톨릭병원
- 대구정신병원
- 성요셉요양병원
- 대구파티마병원
- 천주성삼병원
- 포항성모병원
- 통합의료진흥원 전인병원

## 보도/출판기관
- 대구가톨릭평화방송
- 가톨릭신문
- 대건인쇄출판사
- 분도출판사
- 월간 《빛》